# Katastrofa lotu Aerofłot 8641
Katastrofa lotu Aerofłot 8641 – najtragiczniejsza katastrofa lotnicza w historii Białorusi. W jej wyniku śmierć poniosły 132 osoby (124 pasażerów i 8 członków załogi) – wszyscy na pokładzie.

## Przebieg katastrofy
28 czerwca 1982, w obsługującym rejs nr 8641 linii lotniczej Aerofłot, Jaku-42 (nr rejestr: CCCP-42529) doszło do awarii steru wysokości. W jej wyniku – na wysokości 10 000 m – załoga utraciła w końcu sterowanie nad maszyną, która o 10:50 runęła na ziemię w okolicach białoruskiego miasta Mozyrz. 
Na pokładzie znajdowało się 124 pasażerów i ośmiu członków załogi. Wszyscy zginęli. Katastrofa stanowi do dziś najtragiczniejszą na terenie Białorusi i najtragiczniejszą z udziałem samolotu Jak-42.

## Następstwa
Wynikiem katastrofy było uziemienie wszystkich Jakowlewów-42 do czasu naprawienia wszystkich usterek. W drugiej połowie 1984 roku samoloty znów włączono do floty Aeroflotu.